# Stimmkreis Haßberge, Rhön-Grabfeld
Der Stimmkreis Haßberge, Rhön-Grabfeld ist einer von rund 90 Stimmkreisen bei Wahlen zum Bayerischen Landtag und zu den Bezirkstagen sowie bei Volksentscheiden. Er gehört zum Wahlkreis Unterfranken.
Mindestens seit der Landtagswahl 2008 umfasste er den Landkreis Haßberge sowie die Städte Bad Königshofen i.Grabfeld, Bad Neustadt a.d.Saale und Mellrichstadt und die Gemeinden Aubstadt, Bastheim, Burglauer, Großbardorf, Großeibstadt, Hendungen, Herbstadt, Heustreu, Höchheim, Hohenroth, Hollstadt, Niederlauer, Oberstreu, Rödelmaier, Saal a.d.Saale, Salz, Schönau a.d.Brend, Stockheim, Strahlungen, Sulzdorf a.d.Lederhecke, Sulzfeld, Trappstadt, Unsleben, Wollbach und Wülfershausen a.d.Saale des Landkreises Rhön-Grabfeld. Die übrigen Gemeinden dieses Landkreises liegen im Stimmkreis Bad Kissingen.

## Landtagswahl 2023
Zur Landtagswahl 2023 waren im Stimmkreis insgesamt 114.595 Einwohner wahlberechtigt. Es traten folgende Parteien und Kandidaten im Stimmkreis an und erzielten folgende Ergebnisse:
| Nr. | Direktkandidat           | Partei       | Erststimmen in % | Gesamtstimmen in % |
| --- | ------------------------ | ------------ | ---------------- | ------------------ |
| 1   | Steffen Vogel            | CSU          | 46,6             | 44,1               |
| 2   | Roland Baumann           | GRÜNE        | 8,1              | 8,5                |
| 3   | Frank Helmerich          | Freie Wähler | 14,4             | 14,4               |
| 4   | Daniel Halemba           | AfD          | 17,0             | 18,1               |
| 5   | Johanna Bamberg-Reinwand | SPD          | 6,8              | 7,4                |
| 6   | Michael Keupp            | FDP          | 2,1              | 2,1                |
| 7   | Lukas Gerstner           | LINKE        | 1,5              | 1,6                |
| 8   | Oliver Heß               | BP           | 0,7              | 0,8                |
| 9   | Raimund Binder           | ÖDP          | 1,3              | 1,6                |
| 10  | Gabriele Wittrich        | dieBasis     | 1,4              | 1,5                |

## Landtagswahl 2018
Im Stimmkreis waren insgesamt 116.347 Einwohner wahlberechtigt. Die Landtagswahl am 14. Oktober 2018 hatte folgendes Ergebnis:
| Direktkandidat                    | Partei           | Erststimmen in % | Gesamtstimmen in % | Veränderung der Gesamtstimmen im Vergleich zur Landtagswahl 2013 in % |
| --------------------------------- | ---------------- | ---------------- | ------------------ | --------------------------------------------------------------------- |
| Steffen Vogel                     | CSU              | 46,9             | 48,8               | − 6,3                                                                 |
| René van Eckert                   | SPD              | 7,5              | 7,6                | − 8,6                                                                 |
| Gerald Pittner                    | Freie Wähler     | 10,7             | 8,9                | + 0,6                                                                 |
| Birgit Reder-Zirkelbach           | GRÜNE            | 12,7             | 12,1               | + 5,8                                                                 |
| Karl Schenk Graf von Stauffenberg | FDP              | 4,0              | 4,0                | + 1,6                                                                 |
| Florian Beck                      | LINKE            | 4,0              | 3,7                | + 0,8                                                                 |
| Oliver Hess                       | BP               | 1,0              | 1,0                | + 0,1                                                                 |
| Klemens Albert                    | ÖDP              | 1,4              | 1,2                | − 0,7                                                                 |
| -                                 | PIRATEN          | -                | 0,2                | − 1,8                                                                 |
| Horst Fischer                     | Die Franken      | 1,7              | 1,3                | – 1,3                                                                 |
| Patrick Geßner                    | AfD              | 10,2             | 10,2               | + 10,2                                                                |
| -                                 | mut              | -                | 0,2                | + 0,2                                                                 |
| -                                 | Die Partei       | -                | 0,3                | + 0,3                                                                 |
| -                                 | Tierschutzpartei | -                | 0,3                | + 0,3                                                                 |
| -                                 | V-Partei³        | -                | 0,1                | + 0,1                                                                 |

## Landtagswahl 2013
Die Wahlbeteiligung der 117.451 Wahlberechtigten im Stimmkreis betrug 65,6 Prozent, bei einem Landesdurchschnitt von 63,9 Prozent war dies Rang 30 unter den 90 Stimmkreisen. Das Direktmandat ging an Steffen Vogel (CSU).
| Direktkandidat | Partei       | Erststimmen | Gesamtstimmen | Gesamtstimmen ggü. Bayern (%p) | Gesamtstimmen ggü. 2008 (%p) |
| -------------- | ------------ | ----------- | ------------- | ------------------------------ | ---------------------------- |
| Steffen Vogel  | CSU          | 52,3 %      | 55,1 %        | +7,4 %                         | +4,2 %                       |
| Matthias Kihn  | SPD          | 17,0 %      | 16,2 %        | −4,4 %                         | +1,5 %                       |
| Gerald Pittner | FREIE WÄHLER | 8,5 %       | 8,2 %         | −0,8 %                         | −2,5 %                       |
| Matthias Lewin | GRÜNE        | 6,6 %       | 6,3 %         | −2,3 %                         | +1,1 %                       |
| Hartmut Rausch | FDP          | 2,9 %       | 2,4 %         | −0,9 %                         | −4,0 %                       |
| Gotthard Greb  | DIE LINKE    | 2,9 %       | 2,9 %         | +0,8 %                         | −3,3 %                       |
| Klemens Albert | ÖDP          | 2,1 %       | 1,9 %         | −0,1 %                         | −0,6 %                       |
| Holger Bendel  | REP          | 1,4 %       | 1,5 %         | +0,5 %                         | +0,3 %                       |
| Thorsten Götz  | BP           | 1,0 %       | 1,0 %         | −1,1 %                         | +0,8 %                       |
| Horst Fischer  | DIE FRANKEN  | 3,1 %       | 2,6 %         | X                              | X                            |
| Stefan Lahne   | PIRATEN      | 2,0 %       | 2,0 %         | +0,0 %                         | X                            |

## Landtagswahl 2008
Wahlberechtigt waren bei der Landtagswahl 2008 117.974 Einwohner. Die Wahlbeteiligung betrug 60,7 %. Die Wahl hatte folgendes Ergebnis:
| Direktkandidat     | Partei                | Erststimmen in % | Gesamtstimmen in % | Veränderung der Gesamtstimmen im Vergleich zur Landtagswahl 2003 in % |
| ------------------ | --------------------- | ---------------- | ------------------ | --------------------------------------------------------------------- |
| Bernd Weiß         | CSU                   | 47,7             | 50,9               | - 14,7                                                                |
| Wolfgang Brühl     | SPD                   | 15,3             | 14,7               | - 3,7                                                                 |
| Udo Oschmann       | Bündnis 90/Die Grünen | 5,3              | 5,2                | - 1,0                                                                 |
| Christoph Winkler  | Freie Wähler          | 12,8             | 10,7               | + 7,5                                                                 |
| Katrin Hiernickel  | FDP                   | 6,7              | 6,4                | + 4,2                                                                 |
| Holger Bendel      | REP                   | 1,2              | 1,1                | - 1,1                                                                 |
| Klemens Albert     | ödp                   | 2,9              | 2,5                | + 0,6                                                                 |
| -                  | BP                    | -                | 0,2                | + 0,2                                                                 |
| Eva Mendl          | Die Linke             | 6,2              | 6,2                | + 6,2                                                                 |
| Uwe Richard Meenen | NPD                   | 1,8              | 1,7                | + 1,7                                                                 |
| -                  | RRP                   | -                | 0,4                | + 0,4                                                                 |